# 松井聡
松井 聡（まつい さとし、1951年（昭和26年）7月28日 - ）は、日本の政治家。岐阜県羽島市長（4期）。

## 来歴
岐阜県羽島市竹鼻町狐穴に生まれる。岐阜市立鷺山小学校、岐阜市立長良中学校、岐阜県立加納高等学校卒業。1974年（昭和49年）3月、中央大学経済学部卒業。同年4月、羽島市役所に採用される。市民部長、企画部長、市民病院事務局長、教育委員会事務局長、会計管理者等を歴任した。
2012年（平成24年）3月、羽島市役所を退職。同年4月、公益財団法人岐阜県市町村振興協会の公募試験採用に合格し再就職した。同年11月25日に行われた羽島市長選挙に出馬し、現職の白木義春を僅差で破り初当選。12月21日に市長に就任した。選挙の結果は以下のとおり。
※当日有権者数：53,885人 最終投票率：51.43%（前回比：0pts）
| 候補者名 | 年齢 | 所属党派 | 新旧別 | 得票数   | 得票率 | 推薦・支持 |
| -------- | ---- | -------- | ------ | -------- | ------ | ---------- |
| 松井聡   | 61   | 無所属   | 新     | 13,974票 | 50.97% |            |
| 白木義春 | 63   | 無所属   | 現     | 13,442票 | 49.03% |            |

2016年（平成28年）、無投票により再選。
2020年（令和2年）、新人2候補を破り3選。
※当日有権者数：55,230人 最終投票率：43.34%（前回比：0pts）
| 候補者名 | 年齢 | 所属党派 | 新旧別 | 得票数   | 得票率 | 推薦・支持 |
| -------- | ---- | -------- | ------ | -------- | ------ | ---------- |
| 松井聡   | 69   | 無所属   | 現     | 14,716票 | 62.26% | 自民・公明 |
| 沢井幸子 | 64   | 無所属   | 新     | 7,315票  | 30.95% |            |
| 森功一郎 | 44   | 無所属   | 新     | 1,606票  | 6.79%  |            |

2024年（令和6年）、新人3候補を破り4選。
※当日有権者数：54,790人 最終投票率：42.75%（前回比：-0.59pts）
| 候補者名 | 年齢 | 所属党派 | 新旧別 | 得票数   | 得票率 | 推薦・支持 |
| -------- | ---- | -------- | ------ | -------- | ------ | ---------- |
| 松井聡   | 73   | 無所属   | 現     | 11,486票 | 49.59% | 自民・公明 |
| 川瀬順一 | 48   | 無所属   | 新     | 8,380票  | 36.18% |            |
| 牧義仁   | 48   | 無所属   | 新     | 2,265票  | 9.78%  |            |
| 入山修   | 64   | 無所属   | 新     | 1,029票  | 4.44%  |            |

## 市政・人物

### 統一教会との関係
- 2019年（令和元年）6月2日、世界平和統一家庭連合（旧統一教会）の関連団体の「世界平和連合岐阜県連合会」と「岐阜県平和大使協議会」が共催者として名を連ねる「アジアと日本の平和と安全を守る安保岐阜県大会」が不二羽島文化センターで開催された。松井と岐阜県議会議員の伊藤秀光は来賓代表として挨拶。松井は「安保法制の拡充と憲法改正が早急に必要である」と述べた。また、松井は平和大使に任命された[8][9][10]。
- 統一教会の関連イベントに祝電を4回送った。2022年（令和4年）9月13日、市議会定例会で花村隆市議から統一教会との関係について質問を受けた際、「背後関係の確認ができていなかったと反省している」と答弁した[9]。

### その他
- 2012年（平成24年）の初当選以来、「市の財政状況に寄与するため」として、条例で規定されている給与月額88万円から22.6％の減額を続けている[11]。
- 2020年（令和2年）5月8日、新型コロナウイルス感染症の拡大を受け、自身の給与を6月から6カ月間、減額率を30％にする方針を明らかにした[11]。
- 2019年（平成31年）4月、関西学院大学大学院経営戦略研究科国内客員教授に就任した[12]。